# アイドルを探せ (漫画)
『アイドルを探せ』（アイドルをさがせ）は、吉田まゆみが『mimi』（講談社）で1984年から1987年まで連載した漫画作品。単行本は全10巻＋番外編1巻。
個性的な面々の住むボロアパート「清和荘」で暮らすことになった女子短大生・藤谷知香子の生活と恋愛を描いた作品。女子大生ブームの1980年代中頃の世相を反映しており、作中の時代設定もそれに準じている。
1987年には菊池桃子主演で映画化もされている。

## 登場人物
藤谷知香子
主人公。花野女子短大1年。ボロアパート清和荘で初めて一人暮らしをすることに。
甘露寺恵
知香子と同じ短大生で清和荘の住人。漫画家志望。
武原千明
清和荘の住人。バスガイドだが、女子大生と偽って恋の相手を探している。
岩田晃佑
知香子がおのぼりさんツアーで知り合った男性。爽やかな好青年。
永江淳一
知香子の幼馴染で、中学校の頃は憧れの存在だった。プレイボーイで女性にもてる。
野々原誠
清和荘の大家の息子。知香子に好意を抱く。

## ドラマ
1985年3月11日、フジテレビの『月曜ドラマランド』枠で『アイドルを探せ 花の女子寮、潜入㊙初体験!!』と題して放送された。主演はアイドルグループ「おかわりシスターズ」で、彼女たちの解散特別企画作品ともなっている。彼女たちがレギュラー出演していた「オールナイトフジ」の出演者も参加している。

### 出演者
- おかわりシスターズ（松尾羽純、山崎美貴、深谷智子）
- 三田寛子
- 松本伊代
- 片岡鶴太郎
- 川崎麻世
- とんねるず
- 松本小雪
- 坂上二郎
- 深野晴美
- 結城貢
- 片岡聖子
- 速瀬守
- 塩沢とき
- たこ八郎
- 内海好江
- 出光元
- 小松政夫

### スタッフ
- 演出：笠井一二
- 脚本：白武冽、沢口義明
- プロデューサー：石田弘
- 制作著作：フジテレビ

## 映画
松竹系で1987年4月11日公開。同時上映は『Let's豪徳寺!』。本作は、知香子が2人の異なるタイプの男性の間で気持ちを揺り動かされながらひとつひとつ大人の階段を登っていく姿を描いたアイドル映画となっている。
当時の人気アイドル歌手・菊池桃子が明るい女子短大生を、『ポニーテールはふり向かない』（TBS系列）などの大映テレビ制作のドラマに多数出演した伊藤かずえがメガネをかけた女子短大生を演じている。

### キャスト
- 藤谷知香子：菊池桃子
- 甘露寺恵：伊藤かずえ
- 武原千明：武田久美子
- 岩田晃佑：竹本孝之
- 永江淳一：池田政典
- 野々原誠：野々村真
- 谷沢等：米山善吉
- 堀笑子：灘陽子（後の森口瑤子）
- おばちゃま：小森和子
- 藤谷靖夫：杉山清貴（特別出演）
- 守谷香
- 黒田治

### スタッフ
- 監督：長尾啓司
- 脚本：伊藤尚子、長尾啓司
- 音楽：新川博
- 撮影：羽方義昌
- 美術：横山豊
- 編集：松浦和也
- 助監督：五十嵐敬司、松原信吾、花輪欽一、岩田均
- 技斗：國井正廣
- 現像：IMAGICA
- プロデューサー：樋口清、平林邦介、溝口至
- プロデューサー助手：深澤宏
- 企画：藤田浩一
- 製作：松竹映像、日本テレビ放送網、バップ、トライアングルプロダクション

### 主題歌
- 菊池桃子「アイドルを探せ」（作詞：売野雅勇、作曲・編曲：林哲司、発売元：バップ）

### 同時上映
『Let's豪徳寺!』
- 主演：三田寛子
- 監督：前田陽一

### 作品の評価
日本映画界は全体的に不振ではあったが、特に松竹の落ち込みが酷く、『Let's豪徳寺!』との二本立てを含んだ1987年4月の配収が1億7,000万円。東宝9億3,000万円、東映6億5,000万円に対しても大幅に落ち込み、ロマンポルノのにっかつよりも1,500万円下回り、邦画四社の最低成績となった。週刊読売はこの原因として、菊池桃子、三田寛子を主演に若者向けにアイドル映画を作ったが、この2人がフレッシュさに欠け、肝心の若者にソッポを向かれたと分析した。松竹は演劇部門の隆盛で経営は維持できていたが、この年夏に準備中の『二十四の瞳』と『ハチ公物語』の大作二本がコケるようなら、第二の大映になりかねないと評された。